# Russula subfoetens
Russula subfoetens (Worthington George Smith, 1873), denumită în popor ciupercă puturoasă sau băloșel, este o  specie de ciuperci necomestibile din încrengătura Basidiomycota în familia Russulaceae și de genul Russula care coabitează, fiind un simbiont micoriza (formează micorize pe rădăcinile arborilor). Ea se poate găsi în România, Basarabia și Bucovina de Nord pe soluri umede, izolată sau în grupuri mai mici, numai în păduri de foioase în special sub fagi și stejari. Buretele, crescând de la câmpie munte, se dezvoltă din iunie până târziu în octombrie.

## Descriere

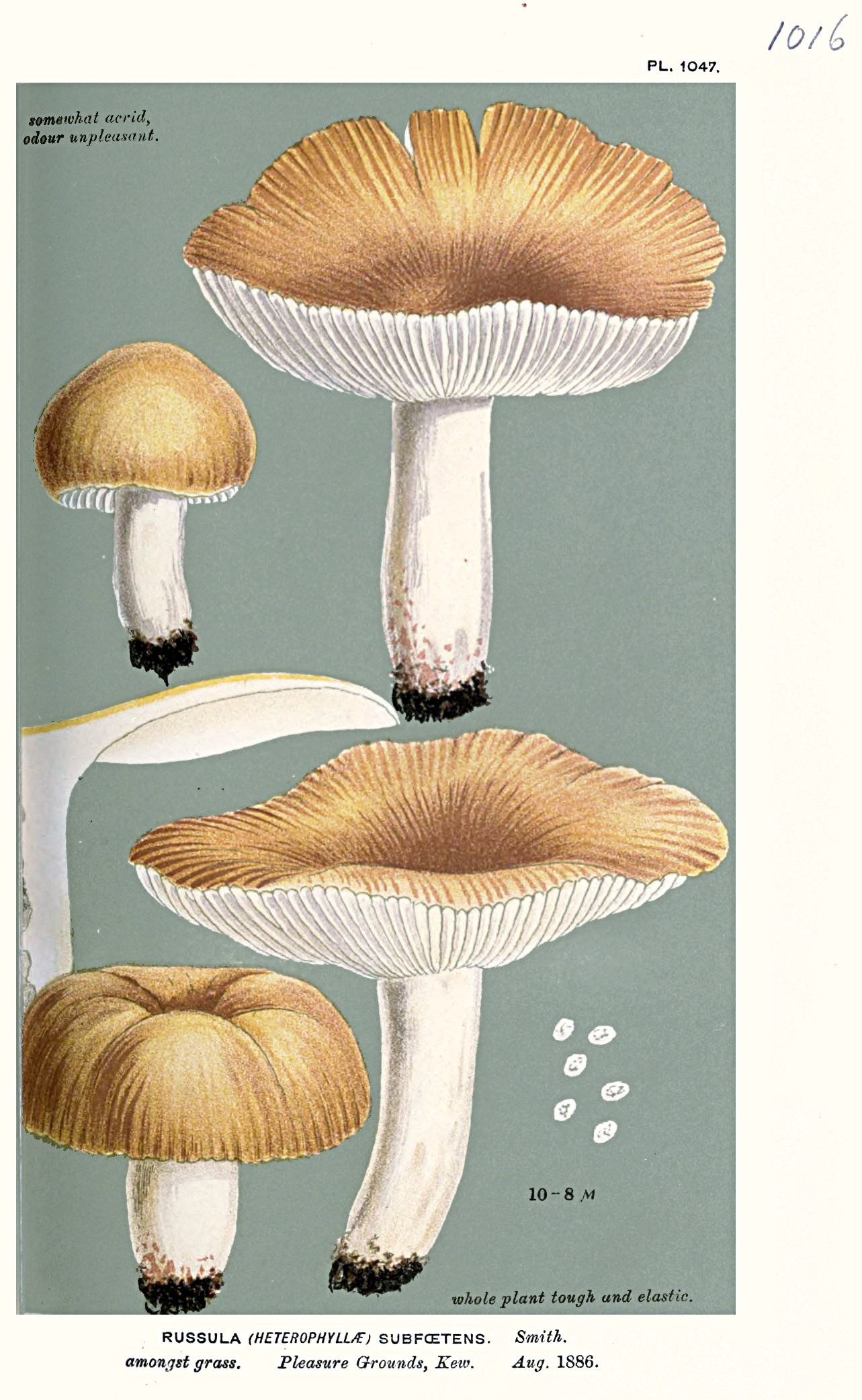
R. subfoetens

- Pălăria: este de mărime medie pentru ciuperci plin dezvoltate cu un diametru de aproximativ 5,5-12 cm, destul de cărnoasă, inițial semisferică cu marginea răsfrântă spre picior, la maturitate boltită, în sfârșit plată sau concavă, deseori neregulată precum ombilicală în centru și cu crestături radiale la margine. Cuticula groasă nu poate fi separată de carne, este netedă în tinerețe apoi radial-fibroasă, pentru mult timp lucioasă, dezvoltând repede o margine striată, fiind lipicioasă, gonflată și gelatinoasă la umezeală. Coloritul tinde de la  galben-ocru până la un galben maroniu, mai închis în centru.
- Lamelele: sunt subțiri și destul de fragile, la început foarte dense, apoi mai distanțate, inegale și bifurcate, fiind aderente sau rotunjite la picior. Coloritul este la început albicios, mai târziu de crem gălbui sau ocru pal, ruginind parțial la bătrânețe.
- Piciorul: are o înălțime de 5-7 cm și o lățime de 1,5-3,5 cm, este cilindric, împăiat și gros la ciuperca tânără, la maturitate mai mult sau mai puțin gol sau cu caverne. Tija este de culoare albicioasă, adesea oară cu pete maronii și perlat cu lăcrimioare.
- Carnea: este nu foarte compactă, mai degrabă elastică, de culoare albicioasă, găbuind deseori repede în contact cu aerul. Mirosul este la început aproape imperceptibil, devenind repede alcalin și puturos, dar nu astfel de extrem ca la vinețica puturoasă arătând și nuanțe fructuoase. Gustul este iute, tardiv și amar.
- Caracteristici microscopice: are spori ovoidali și evident verucoși, cu negi conic-obtuzi, având o mărime de 6,2-8,7 x 5-6,9 microni. Pulberea lor este de un crem palid.  [5][4]
- Reacții chimice: Buretele se decolorează cu hidroxid de sodiu) puternic galben.[6]

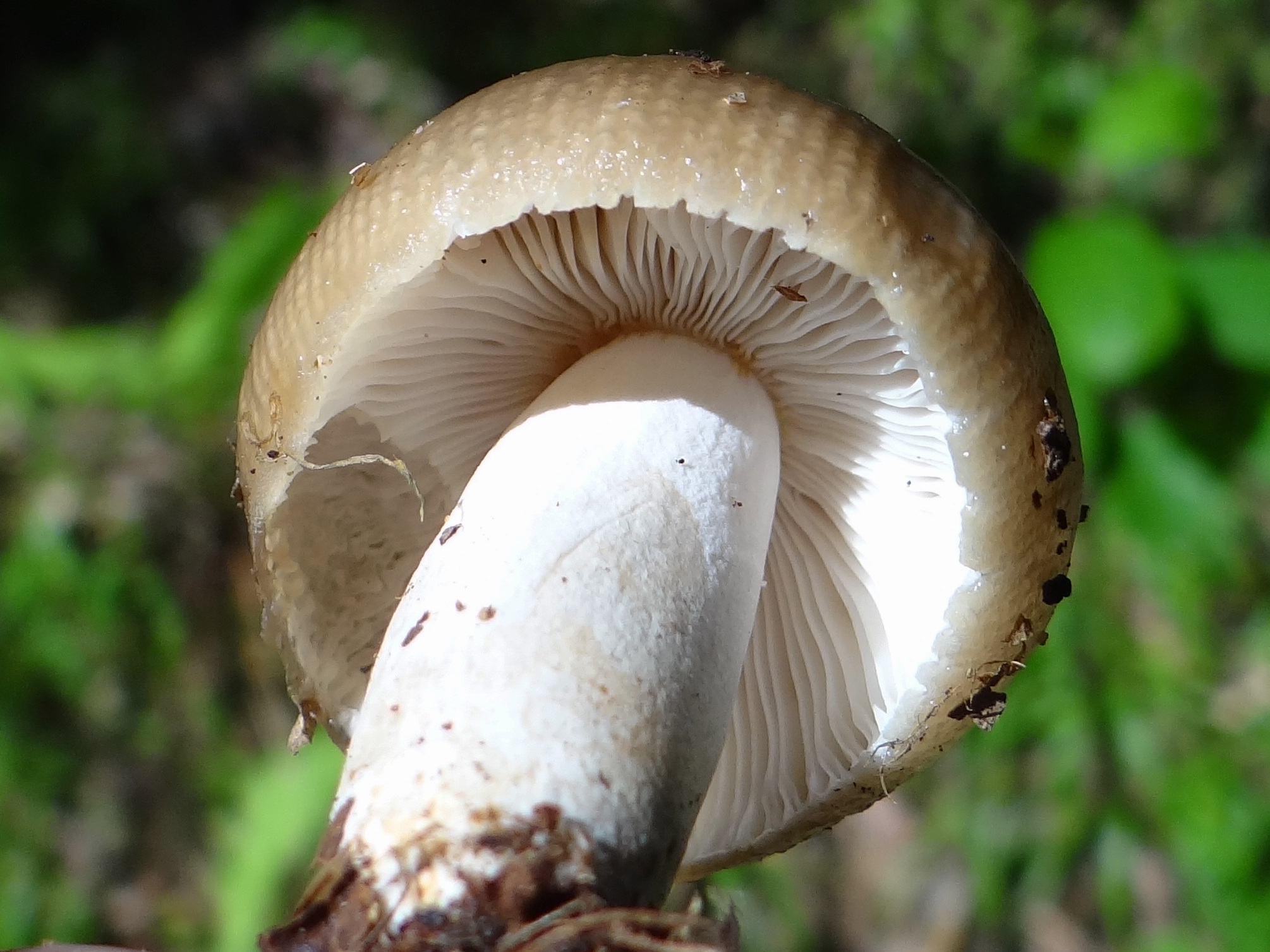
R. subfoetens, lamele și picior
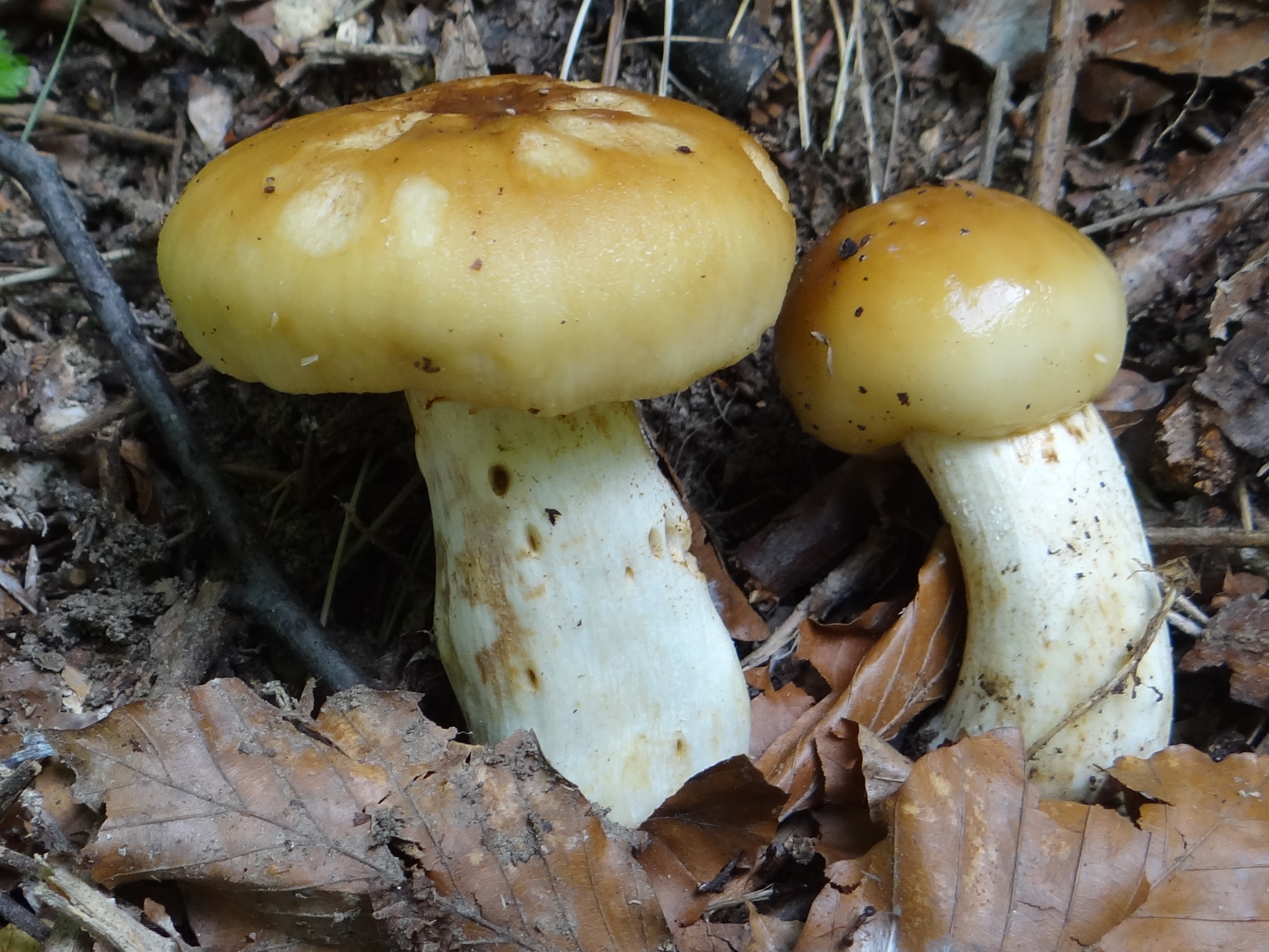
R subfoetens tinere
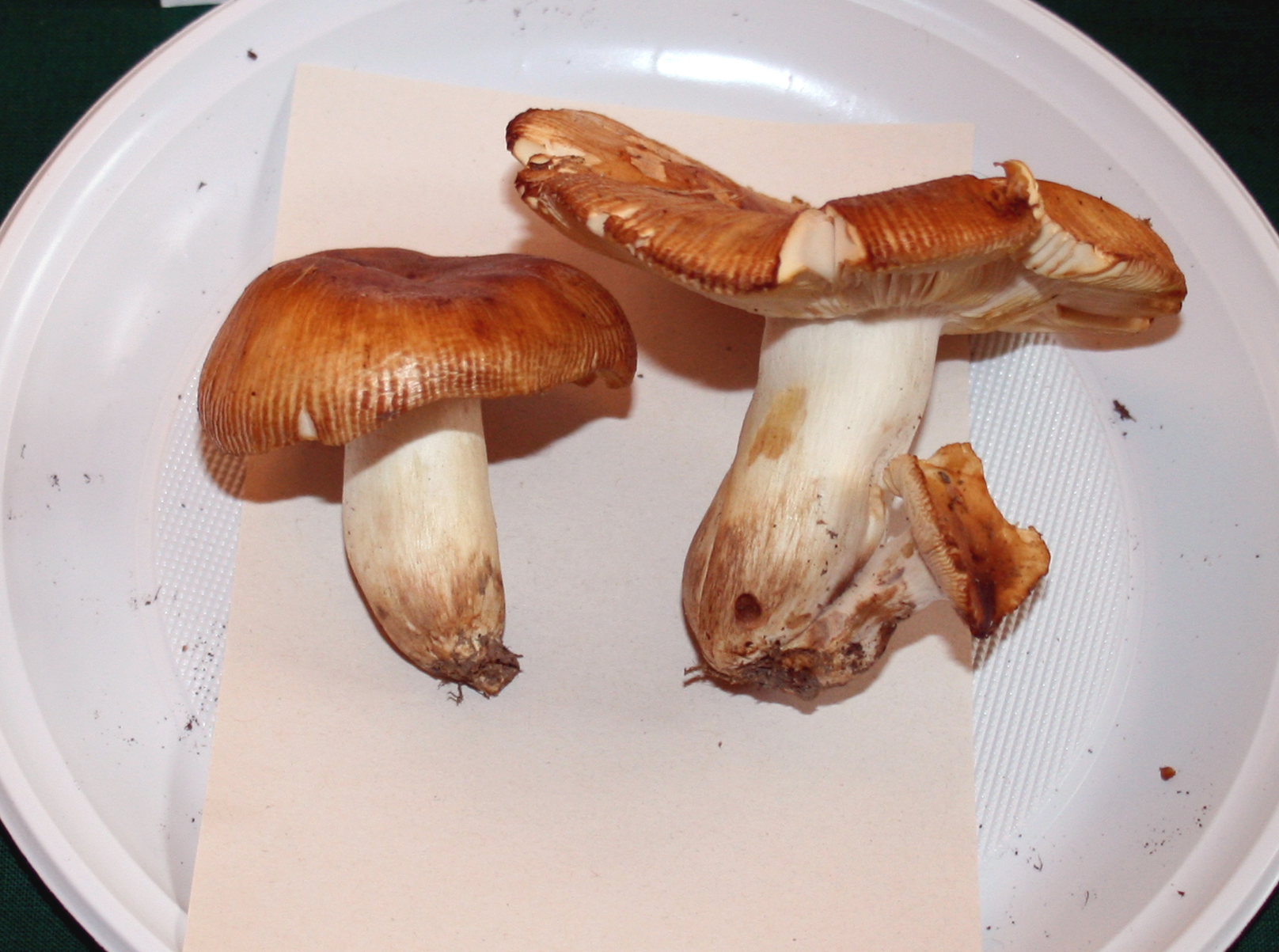
R. subfoetens bătrâne

## Confuzii
Buretele poate fi confundat de exemplu cu: Russula amoenolens, (necomestibilă, miros de topinambur sau brânză, gust destul de iute), Russula consobrina, (necomestibilă, miros slab de mere, gust foarte iute) Russula grata sin. Russula laurocerasi (necomestibilă, probabil și ușor otrăvitoare, mai mică de statură, miroase a migdale amare, numai ușor iute dar foarte amară), Russula fellea (otrăvitoare, miros de mere gătite sau pelargonie, foarte iute și amar), Russula foetens (necomestibilă, cu gust și miros asemănător, dar mai puternic, pestilențial decât R. subfoetens), Russula fragrantissima (comestibilitate foarte restrânsă, miros de anason, destul de iute) sau Russula illota (necomestibilă, miros foarte complex, ca de migdale, anason ori fructuos până la spermatic și puturos-dezgustător, gust amar și iute) sau Russula ochroleuca (comestibilă, fără margine striată, cu miros slab fructuos și gust picant foarte ușor iute).

## Ciuperci asemănătoare

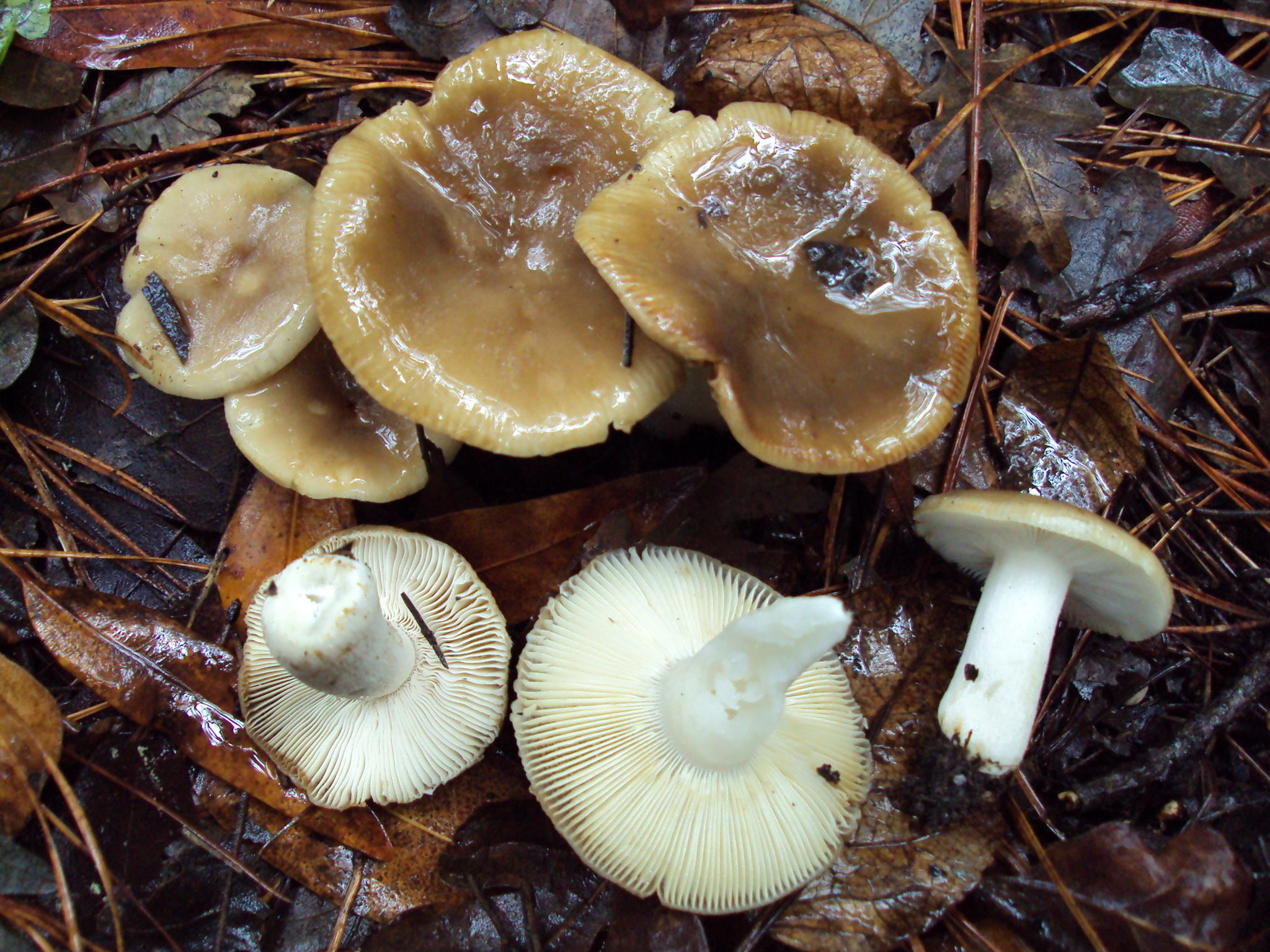
Russula amoenolens
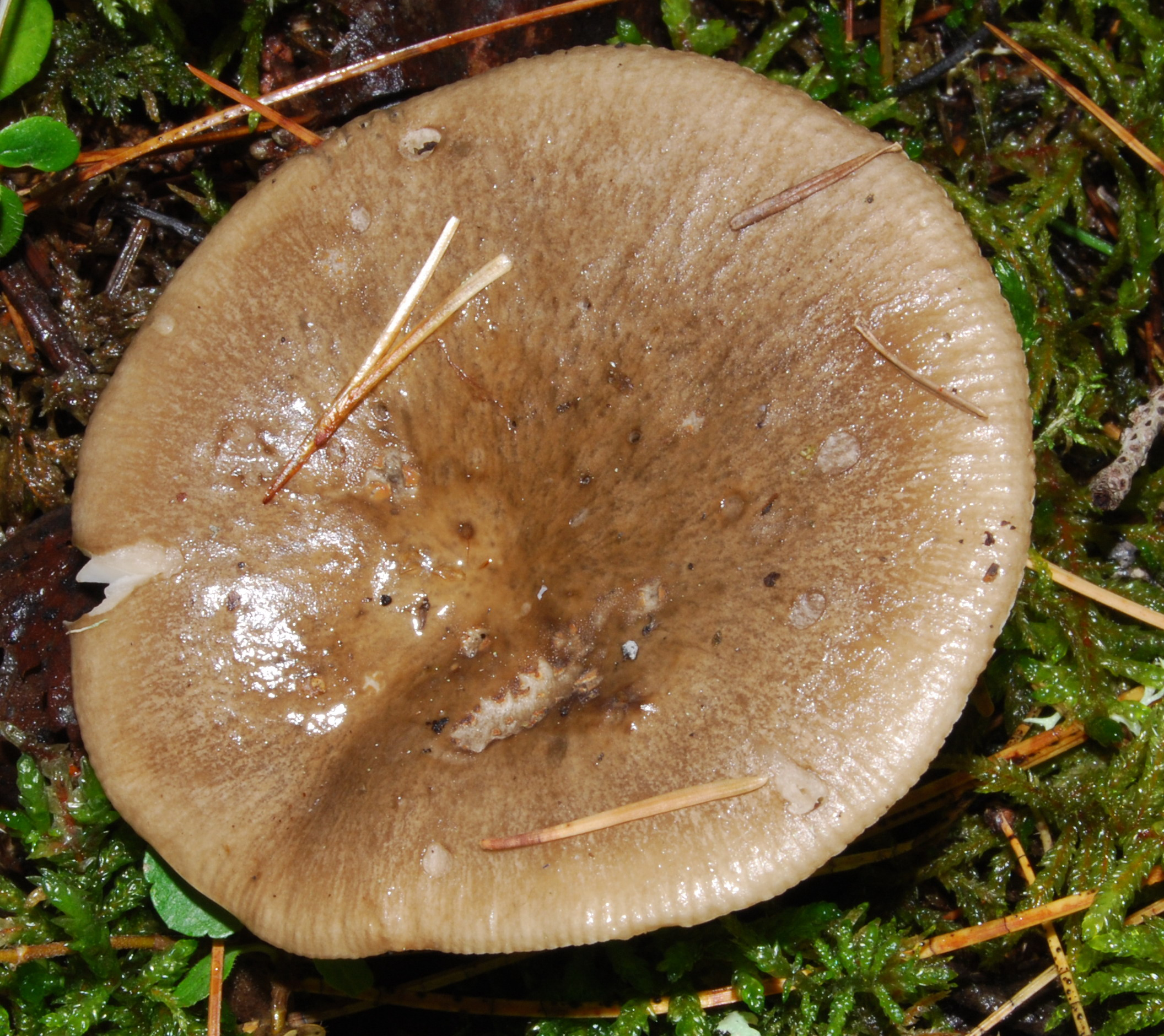
Russula consobrina
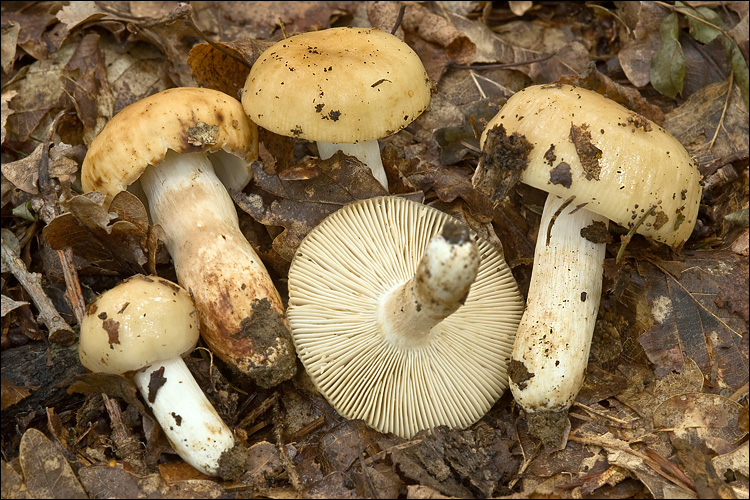
Russula grata sin. laurocerasi
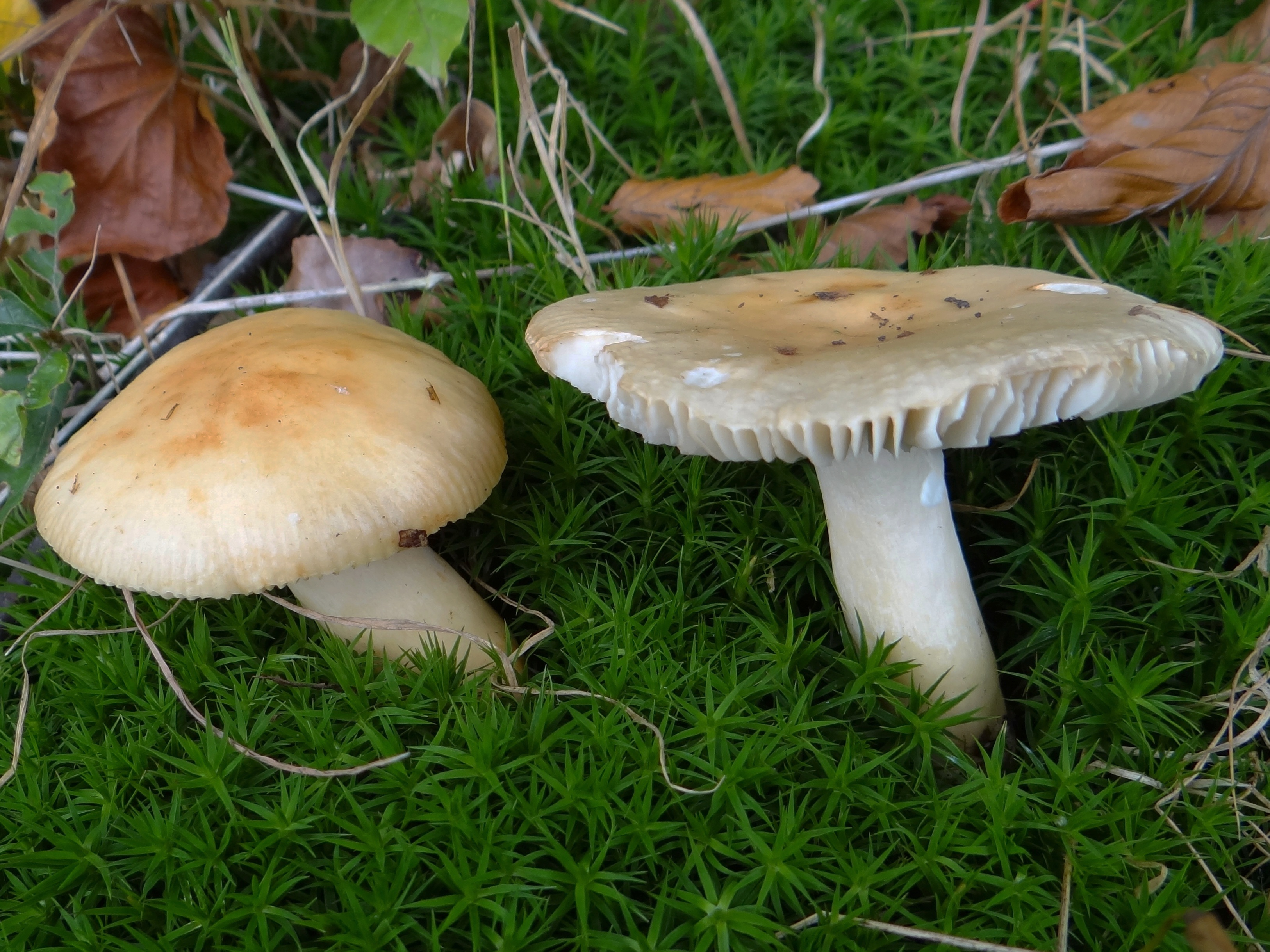
Russula fellea
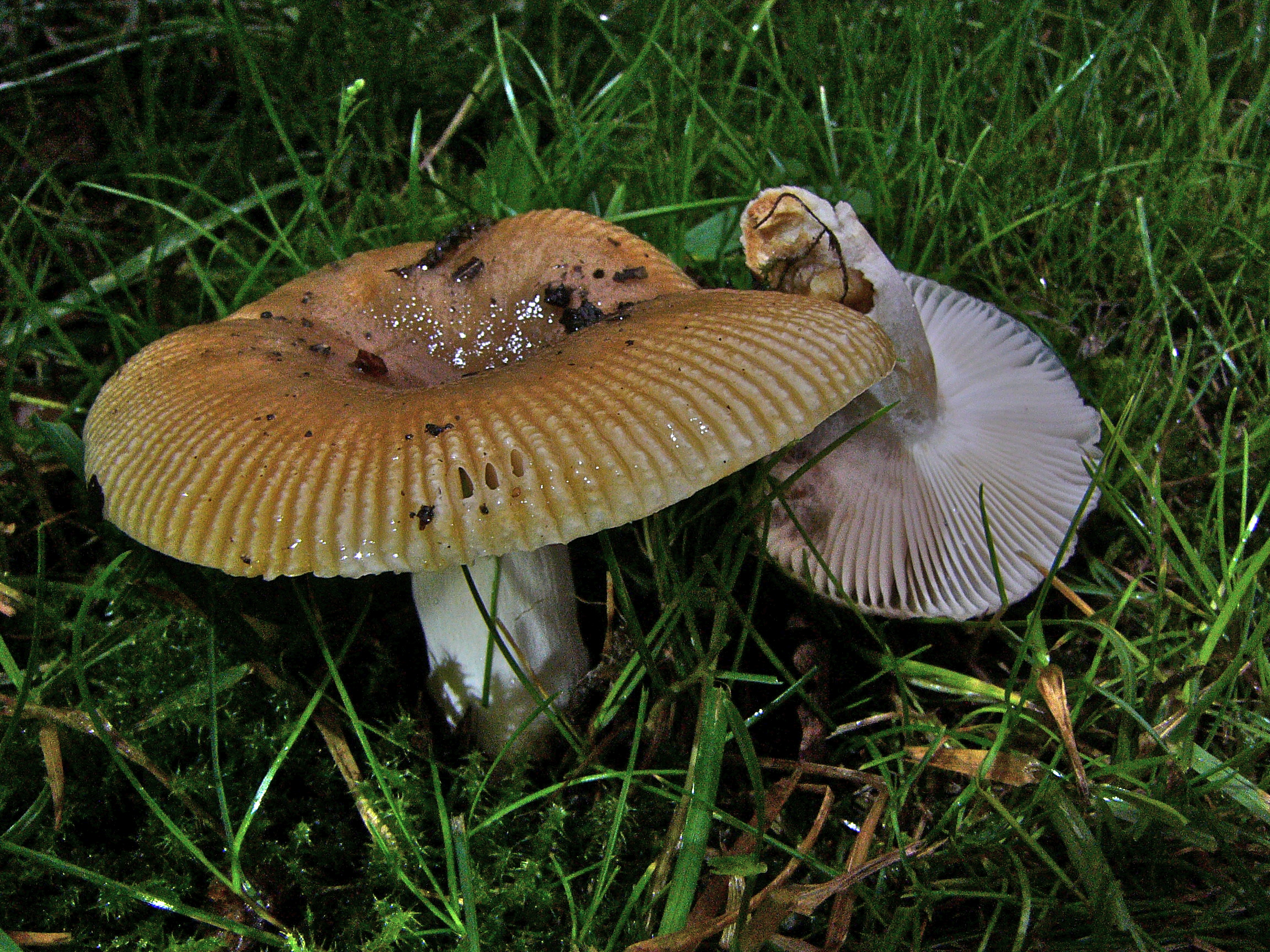
Russula foetens
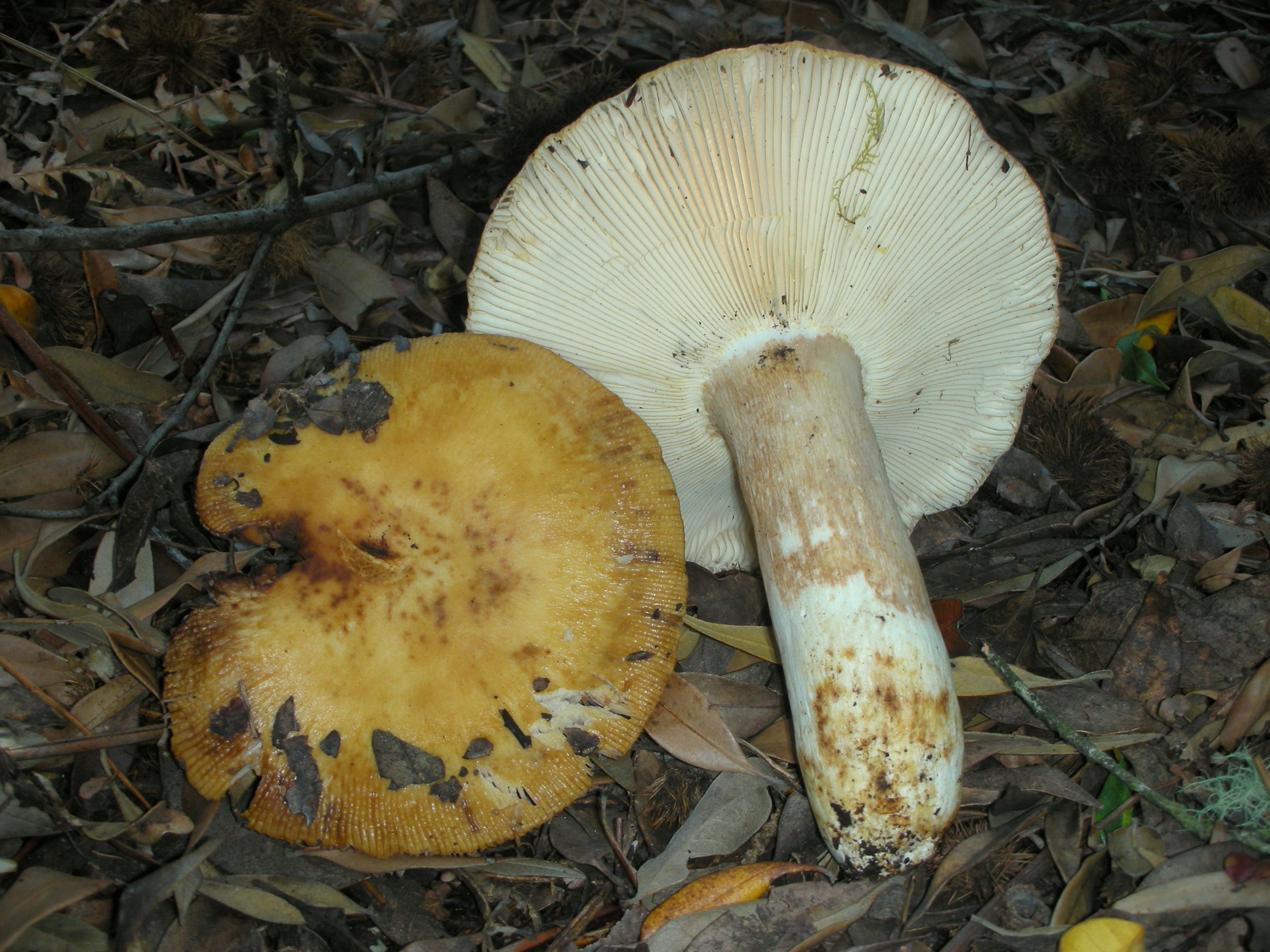
Russula fragrantissima
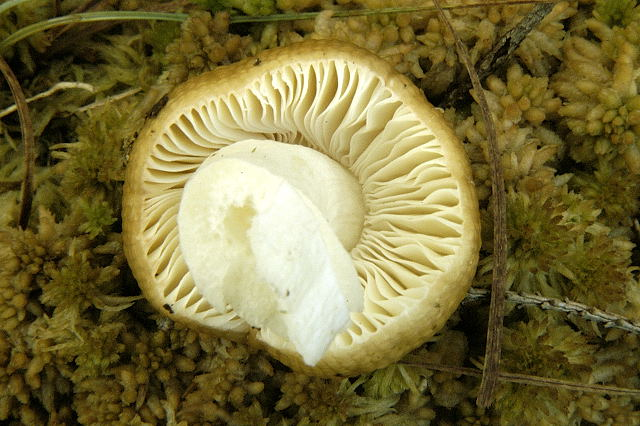
Russula illiota
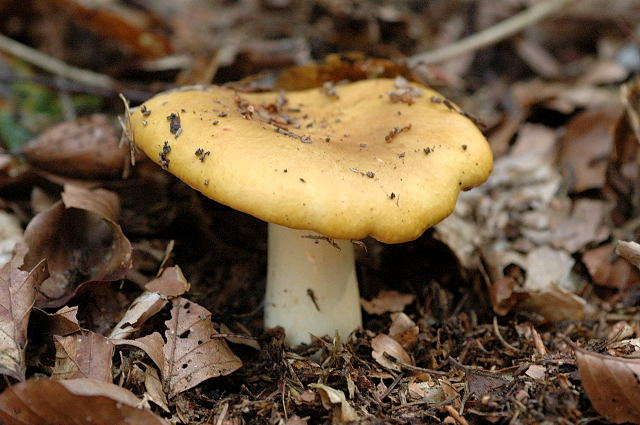
Russula.ochroleuca

## Valorificare
Se înțelege de singur, că băloșelul nu este comestibil. Din păcate se găsesc deseori exemplare călcate în picioare sau rupte. Nu distrugeți această ciupercă frumoasă, mult mai mult acceptați valoarea ei ecologică pentru arbori și pădure!